# Boeing F-47
Boeing F-47 – amerykański myśliwiec przewagi powietrznej 6. generacji w stadium rozwoju konstrukcji, opracowywany dla amerykańskich sił powietrznych (US Air Force) przez Boeing Defense, Space & Security w programie Next Generation Air Dominance (NGAD).
Na początku 2025 roku nie jest znany model silnika który używany będzie do napędu nowego samolotu. W osobnym programie Next Generation Adaptive Propulsion (NGAP), korporacje General Electric oraz Pratt & Whitney pracują nad konkurencyjnymi jednostkami napędowymi dla samolotów NGAD oznaczonymi odpowiednio jako XA102 i XA103. Nieznane są dotąd także charakterystyki taktyczno-techniczne samolotu, jego prędkość maksymalna wynosić ma jednak powyżej Ma 2. Według zapowiedzi przedstawicieli amerykańskiego departamentu obrony, F-47 ma dysponować znacznie większym zasięgiem i charakterystykami stealth niż jakiekolwiek amerykańskie samoloty myśliwskie 5. generacji. Nowa konstrukcja powinna mieć więc promień działania większy niż 1000 mil morskich (1850 km) Jednym z założeń samolotu jest zdolność do ścisłej współpracy z szeregiem myśliwskich dronów bojowych opracowywanych w osobnym programie Collaborative Combat Aircraft (CCA).
F-47 jest jedną z dwóch konstrukcji samolotów myśliwskich 6. generacji opracowywanych w programie NGAD, obok pokładowej konstrukcji przeznaczonej dla amerykańskiej marynarki wojennej oznaczonej tymczasowo jako F/A-XX. Oznaczenie „F-47”, zgodnie z oświadczeniem szefa sztabu US Air Force Davida Allvina, ma symboliczne znaczenie, honorujące samolot myśliwski sił powietrznych P-47 Thunderbolt z okresu II wojny światowej, rok powstania US Air Force (1947) oraz urzędującego (47.) prezydenta Stanów Zjednoczonych – Donalda Trumpa.